# Centro de Investigación Príncipe Felipe (CIPF)

## Historia
El Centro de Investigación Príncipe Felipe (CIPF) es un centro de investigación de España dedicado estudios biomédicos inaugurado el 17 de marzo de 2005 por SS.AA.RR. los Príncipes de Asturias con el objetivo de abordar nuevos avances en la investigación biomédica y promover un trabajo científico de excelencia. El CIPF recoge la tradición investigadora de los anteriores Instituto de Investigaciones Citológicas y de la Fundación Valenciana de Investigaciones Biomédicas, con el objetivo de afianzarla y ampliarla.  Con el paso de los años, el CIPF se ha consolidado como un centro de referencia tanto a nivel nacional como internacional.
El CIPF es una fundación privada adscrita a la Consejería de Sanidad de la Generalidad Valenciana.
Durante casi 50 años los investigadores del Centro de Investigación Príncipe Felipe han realizado un gran esfuerzo en posicionar la investigación realizada en el centro en el marco internacional de excelencia. Se han conseguido grandes avances en temas tan importantes como la medicina regenerativa, el cáncer, nuevas terapias, deterioro neuronal, etc.
Su objetivo es la investigación biomédica incluyendo investigación básica de genes, dianas, procesos moleculares y celulares, nanomedicina y medicina computacional así como su traslación a la práctica clínica con especial interés en medicina personalizada, cáncer], enfermedades raras, metabólicas, y deterioro cognitivo y funcional.
Además de tener como objetivo el avance del conocimiento de impacto biomédico, el CIPF potencia la traslación de las investigaciones de sus grupos, que tienen gran experiencia en las aproximaciones indicadas, bien al sistema sanitario para la mejora de la salud de los ciudadanos, con potencialidades de instaurar una medicina más individualizada, bien al sistema productivo en forma de resultados patentables o explotables. 

## Ámbitos de estudio
- Deterioro Neurológico El Programa de Deterioro Neurológico realiza investigación básica y traslacional sobre el deterioro cognitivo, motor, en sueño y ritmos circadianos en distintas situaciones patológicas, incluyendo: encefalopatía hepática mínima y clínica; fallo hepático agudo; hiperamonemias; exposición perinatal a contaminantes ambientales y alimentarios
- Enfermedades Raras y Genéticas El Programa de Enfermedades Raras y Genéticas (RareGene) aúna la investigación biomédica básica y traslacional en el ámbito de las enfermedades raras (ER) con una propuesta orientada al (i) conocimiento biológico fundamental y clínico de las ER, fomentado investigaciones sobre pruebas diagnósticas, biomarcadores y terapias en el marco de la medicina genómica y personalizada, (ii) desarrollar programas de traslación que favorezcan la implementación de nuevas estrategias diagnósticas y terapéuticas, y (iii) colaborar con las autoridades sanitarias y los servicios clínicos y de salud pública en el desarrollo de actuaciones que permitan mejorar la atención sanitaria y la calidad de vida de los pacientes con ER y sus familias. El Programa tiene como objetivo científico principal la investigación sobre las bases genéticas, genómicas, moleculares y celulares de las enfermedades neuromusculares y los trastornos del cerebro, neurológicos y mentales. Junto a la labor científica, en el seno del Programa se desarrollan acciones y servicios de traslación clínica tales como: (i) el Servicio de Genética Traslacional, con aplicación de técnicas de análisis genético, genómico y bioinformático para el diagnóstico y asesoramiento de enfermedades genéticas, y (ii) el Servicio de Medicina Regenerativa y Terapéutica en el que se desarrollan modelos celulares de enfermedades raras genéticas basados en la producción de células madre reprogramadas o inducidas (células iPS) para la investigación de los mecanismos patogénicos de las enfermedades y de medicamentos huérfanos.
- Genómica Computacional El programa de Genómica Computacional tiene por objetivo el uso de datos genómicos para estudiar los mecanismos de la enfermedad y entender los procesos por los que los cambios genéticos afectan al fenotipo. Para ello cuenta con distintos laboratorios y unidades que se encargan desde la compleja tarea de manejar, almacenar y procesar los enormes volúmenes de datos genómicos, desarrollando software innovador a los que estudian modelos de enfermedades como el cáncer y enfermedades hereditarias mediante aproximaciones de biología de sistemas, desarrollando nuevos modelos para su diagnóstico y tratamiento racional.
- Mecanismos Moleculares De La Enfermedad El programa de Mecanismos Moleculares de la Enfermedad investiga a nivel molecular y celular los mecanismos que subyacen en procesos celulares esenciales y sus cambios en patologías humanas. El objetivo es proponer nuevas dianas y estrategias terapéuticas a partir de la información obtenida. Los métodos empleados implican múltiples enfoques multidisciplinares, desde análisis bioquímicos y biofísicos de las moléculas participantes hasta el estudio de los procesos biológicos complejos en líneas celulares u organismos modelo y su respuesta a fármacos. El programa se centra principalmente en dos campos. 
  - por un lado, investiga los procesos de regulación de la expresión génica que constituyen el elemento principal de especialización celular y de respuesta a estímulos o agresiones.
  - por otro lado, investiga redes de señalización alteradas en patologías relacionadas con la ingesta de alcohol, oncogénesis, neuropatías, diabetes e infectividad bacteriana.
- Terapias Avanzadas El Programa de Terapias Avanzadas está constituido por una serie de Laboratorios que poseen una trayectoria contrastada en la ejecución de proyectos científicos que van desde la investigación básica a la traslacional. Entre sus grandes objetivos se encuentra el desarrollo de nuevas aproximaciones diagnósticas y terapéuticas frente a patologías de elevado impacto sociosanitario (p.ej., procesos neoplásicos, diabetes y sus complicaciones, lesiones medulares, lesiones osteoarticulares, enfermedades neurodegenerativas, etc.).